# Carlo Lenci
Carlo Lenci (né le 15 juillet 1928 à Viareggio en Toscane et mort le 12 juin 2000 à Florence) est un footballeur italien, qui jouait au poste de milieu de terrain.

## Biographie
Au cours de sa carrière, Lenci a évolué avec les clubs de l'Unione Sportiva Forte dei Marmi, de la Juventus (avec qui le 25 janvier 1948 il joue son premier match lors d'une large victoire 6-0 contre Bari en Serie A), de l'AC Legnano, de l'Associazione Sportiva Lucchese Libertas 1905, de l'US Cremonese, du Pise Calcio, de l'AC Monza, de l'Empoli FC, de l'US Lecce, de l'Associazione Sportiva Dilettantistica Atletico Arezzo.